# Асиміляція (мовознавство)
Асиміля́ція (від лат. assimilatio < assimilo — «уподібнюю») або уподі́бнення — у мовознавстві, уподібнення звука до сусіднього як в умовах його творення (артикуляції), так і в акустичному плані.

## Види
Асиміляція буває регресивна та прогресивна. Регресивна — коли наступний звук впливає на попередній (пишемо — «змагаєшся», вимовляємо — [змага́йеис':а]). Прогресивна, якщо, навпаки, попередній звук впливає на наступний (пор. укр. бджола — д.-рус. бъчела).
Як регресивна, так і прогресивна асиміляція може бути повною і неповною (частковою). При повній асиміляції звук цілком уподібнюється сусідньому (наприклад, «розсіяти» вимовляється як [россіяти]); при неповній — звук уподібнюється сусідньому частково, напр. за дзвінкістю (слово «боротьба» вимовляється як [бородьба]) або за глухістю (слово «нігті» — як [ніхті]).
Слов'янським мовам більш властива регресивна асиміляція, тюркським мовам — прогресивна.
За відстанню між уподіблюваними звуками розрізняють контактну і дистактну асиміляцію: контактна асиміляція — уподібнення суміжних звуків; дистактна асиміляція — уподібнення звуків, розділених іншими звуками.

## Класифікація
Асиміляційні процеси класифікуються за трьома основними ознаками: напрямом, обсягом, характером змін.
Асиміляція за напрямом може бути прогресивною і регресивною. При прогресивній асиміляції наступний звук уподібнюється до попереднього, при регресивній — навпаки. У більшості сучасних мов, зокрема і в українській, характерна регресивна асиміляція. Наприклад: просьба — [проз'ьба]. Прогресивна асиміляція у тюркських мовах. Також приклади прогресивної асиміляції зафіксовані в історії української мови: д.-рус. бъчела — «бчела» — «бджела» (бджола), де вона відбулася після зникнення редукованого [ъ]. Одним з найтиповіших наслідків прогресивної асиміляції в давнину є другий звук, який виник внаслідок колишнього уподібнення звука [й] до попереднього м'якого приголосного. Наприклад: знання, сіллю, зрання, ллють тощо.
Обсяг асиміляції вказує на міру уподібнення одного звука до іншого. Звук може уподібнюватися за одними ознаками і не уподібнюватися за іншими, а може уподібнюватися за всіма. За обсягом асиміляційні процеси класифікують на часткові і повні. Українській мові притаманні і часткові, і повні асиміляції.
За характером змін можна виділити такі різновиди асиміляцій:
- За дзвінкістю. Асиміляції за дзвінкістю зазнають тільки ті глухі, які мають дзвінкі відповідники, однак її не зазнають губні [п], [ф]. Крім того, глухі не уподібнюються до наступних сонорних, бо різняться великим ступенем розходження між собою.
- За глухістю. При асиміляції за глухістю відбувається оглушення дзвінких. Таке явище є характерним для багатьох мов, зокрема російської, німецької, нідерландської. Проте асиміляція за глухістю не притаманна українській мові і є швидше винятком, а не правилом чи закономірністю. Лише в окремих словах і формах окремі приголосні оглушуються. Наприклад: [кіхті], [ніхті], [лехко], [вохко], [діхтяр]. Може також оглушуватися звук [з], але якщо він є у складі прийменника або префіксів з- і роз-.
- Асиміляція за м'якістю. За м'якістю уподібнюються тільки ті звуки, які мають м'які відповідники. Зокрема цього роду асиміляцій зазнають зубні приголосні. Ступінь пом'якшення під впливом наступного приголосного може бути різним. Очевидно, що меншим ступінь пом'якшення буде на межі між префіксом і коренем, ніж у корені. З іншого боку, перед пом'якшеними приголосними попередні звуки, як правило тверді (напр.: свій, срібний — [с] не пом'якшується). Проте в українській мові є ряд слів, в яких [з], [ц], [с] перед наступним пом'якшеним, а не м'яким пом'якшуються. Наприклад: світло, звір, цвіт.
- Асиміляція за місцем і способом творення. У цих асиміляціях можна виділити три основні закономірності:
  - Зубні перед ясенними шиплячими уподібнюються до них ([д], [т], [ц], [з], [с], [т'], [з'], [с']).
  - Ясенні шиплячі перед зубними м'якими [з'], [ц'], [с'] уподібнюються до них.
  - Звуки [д], [т], [т'], [д'], перед [з], [ц], [с], і їх м'якими відповідниками уподібнюються до них.

Графічна асиміляція — уподібнення звуків, яке зафіксоване на письмі.

## Українська мова

### За місцем і способом творення
Зубні приголосні перед шиплячими змінюються на шиплячі:
- [с] + [ш] = [ш:] (винісши — [ви́н'іш: и]);
- [з] + [ш] = [жш] (безшумний — [беижшу́мний]);
- [з] + [ж] = [ж:] (зжати — [ж: а́ти]);
- [з] + [ч] = [жч] (зчистити — [жчи́стиети]).

Шиплячі приголосні перед зубними змінюються на зубні:
- [ш] + [с‘] = [с‘:] (милуєшся — [миелу́jеис':а]);
- [ч] + [с‘] = [ц‘с‘] (мучся — [му́ц'с'а]);
- [ж] + [с‘] = [з‘с‘] (поріжся — [поур'і́з'с'а]);
- [ш] + [ц‘] = [с‘ц‘] (дошці — [до́с'ц'і]);
- [ч] + [ц‘] = [ц‘:] (качці — [ка́ц':і]);
- [ж] + [ц‘] = [з‘ц‘] (мережці — [меире́з'ц'і]).

Проривний [т] перед [ч] та [ш] змінюється на шиплячий:
- [т] + [ч] = [ч:] (вітчизняний — [в'іч: иезн'а́ниĭ]);
- [т] + [ш] = [чш] (найкоротший — [наĭкоро́чшиĭ]).

Проривний [т] перед [ц] та [с] змінюється на [ц:]:
- [т] + [ц] = [ц:] (копитце — [копи́ц: е]);
- [т‘] + [с‘] = [ц‘:] (говориться — [гово́риец':а]).

### За м'якістю і твердістю вимови
За м'якістю наступним пом'якшеним приголосним асимілюються [д], [т], [з], [дз], [с], [ц], [н], [л]: [с'ого́д'н'і], [моугу́т'н'іс'т'], [д͡з'в'ін], [соуп'і́л'ц'і], [ц'в'істи́].
Якщо приголосний належить до префікса, його асиміляція кореневим пом'якшеним приголосним не відбувається: [беизр'і́дниĭ], [в'ідл'іта́jут'], [роузд'і́леиниĭ].
Асимілятивне пом'якшення префіксального приголосного відбувається тільки у таких словах: [від':а́чиети], [в'і́д':іл], [п'ід'н'а́ти], [в'ід'т'а́ти].
Звуки [р], [ш], [ж], [ч], [к], [ґ], [г], [х], [п], [б], [в], [м], [ф] у позиції перед м'якими приголосними не піддаються асиміляційному пом'якшенню.

### Асиміляція голосних
Асиміляція голосних відбувається тоді, коли [o] перед наступним складом з наголошеним [ɑ] вимовляється як близький до нього [ɐ]. Це знайшло відбиття і в орфографії — староукраїнські «богатий», «горячий», «кожан», «колач», «хозяїн» стали вимовлятися і писатися як «багатий», «гарячий», «кажан», «калач», «хазяїн». У пам'ятках староукраїнської писемності подібне написання простежується вже з XV ст.